# Сагер, Софи
Софи Сагер (швед. Sofie Sager, 3 июня 1825 — 27 февраля 1901) — шведская писательница и феминистка.

## Биография
Софи родилась в одном из приходов в Смоланде в 1825 г., её родителями были владелец завода Габриэль Сагер и Юханна Бергенхольц. Софи училась в школе для девочек в Йёнчёпинге, где кроме прочих предметов учила вышивание и французский язык. В юности она обеднела и работала гувернанткой.
Мечтая открыть свой магазин, она в Стокгольме выучилась на портниху. В 1848 г., не имея жилья, она приняла предложение некоего мужчины по имени Мёллер снять у него комнату в доме. Однако оказалось, что Мёллер намеревался сделать её своей содержанкой, а после её отказа попытался изнасиловать, затем избил и запер. Сумев сбежать, Софи засвидетельствовала побои у врача Юхана Брисмана и по его предложению обратилась в полицию. Это был первый подобного рода судебный процесс по попытке изнасилования, когда женщина сама выступила истцом, потому что в прочих случаях жертва обычно сама признавалась виноватой, и он привлёк внимание прессы, в том числе Aftonbladet и Stockholms Dagblad. На суде Софи попытались выставить сумасшедшей и обвинить в клевете, но суд, приняв во внимание медицинское заключение и показания Брисмана, встал на сторону Софи и присудил Мёллера к штрафу. Тем не менее, общественное мнение оказалось против Софи: её высмеивали, над ней издевались в прессе, и даже спустя десятилетия упоминали её в негативном ключе.
После этого случая Софи стала активной последовательницей феминизма. Она утверждала, что низкое самомнение женщин связано с их низкой образованностью, а потому выступала за улучшение женского образования, поскольку родители сами предпочитают в первую очередь воспитать и обучить сыновей, а девочек учат в лучшем случае французскому языку и этикету. В 1852 г. она на основе своей истории написала книгу Bilder ur livet. Ett fosterbarns avslöjande genealogi, читала лекции, причём одну из них провела в мужской одежде. Однако она встретила и поддержку, например, в Уппсале на балу удостоилась танца с принцем Густавом.
В 1859 г. Софи уехала в США, где приняла участие в движении американских женщин. В 1861 г. она вышла замуж за учителя музыки Э. А. Винера, американца немецкого происхождения. В США она опубликовала книги A woman’s desire and a Man’s duty (1861 г.) и A lecture on modern society and the marriage relation (1880 г.). Говорили, что Софи была настолько популярна в США, что некоторые мужчины носили ее изображение на дне своих шляп.
Софи Сагер скончалась в 1901 г. в Нью-Йорке.